# 趙庶
趙庶（？—？），中國東漢末年軍事人物，是呂布的部將。建安元年（196年）9月，曹操攻打呂布，趙庶與李鄒向曹操部將徐晃投降。